# Aïn Kechra
Aïn Kechra è un comune dell'Algeria, situato nella provincia di Skikda.